# Drachenzeiger

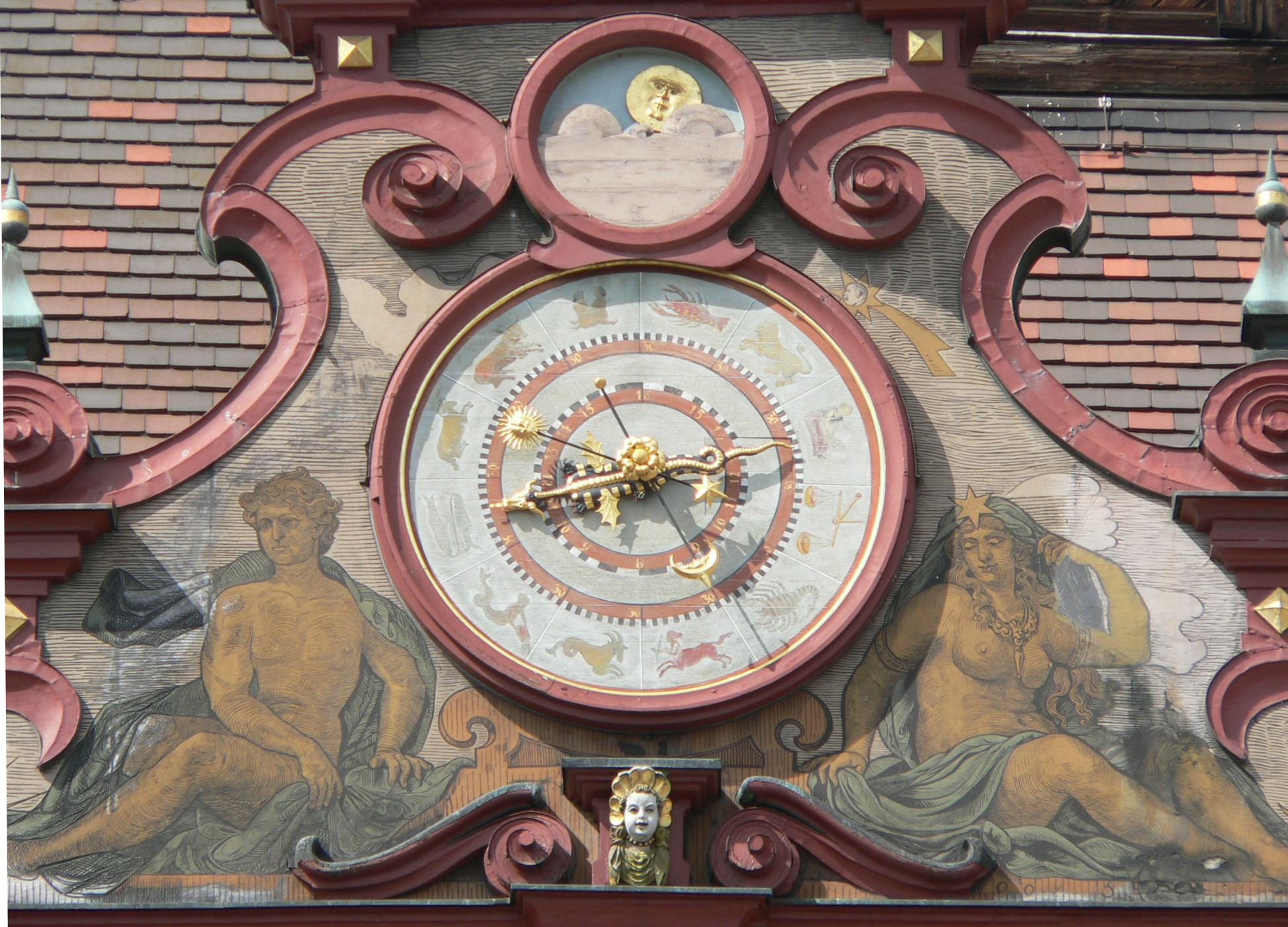
Einer der ältesten Drachenzeiger; Astronomische Uhr, Rathaus Tübingen

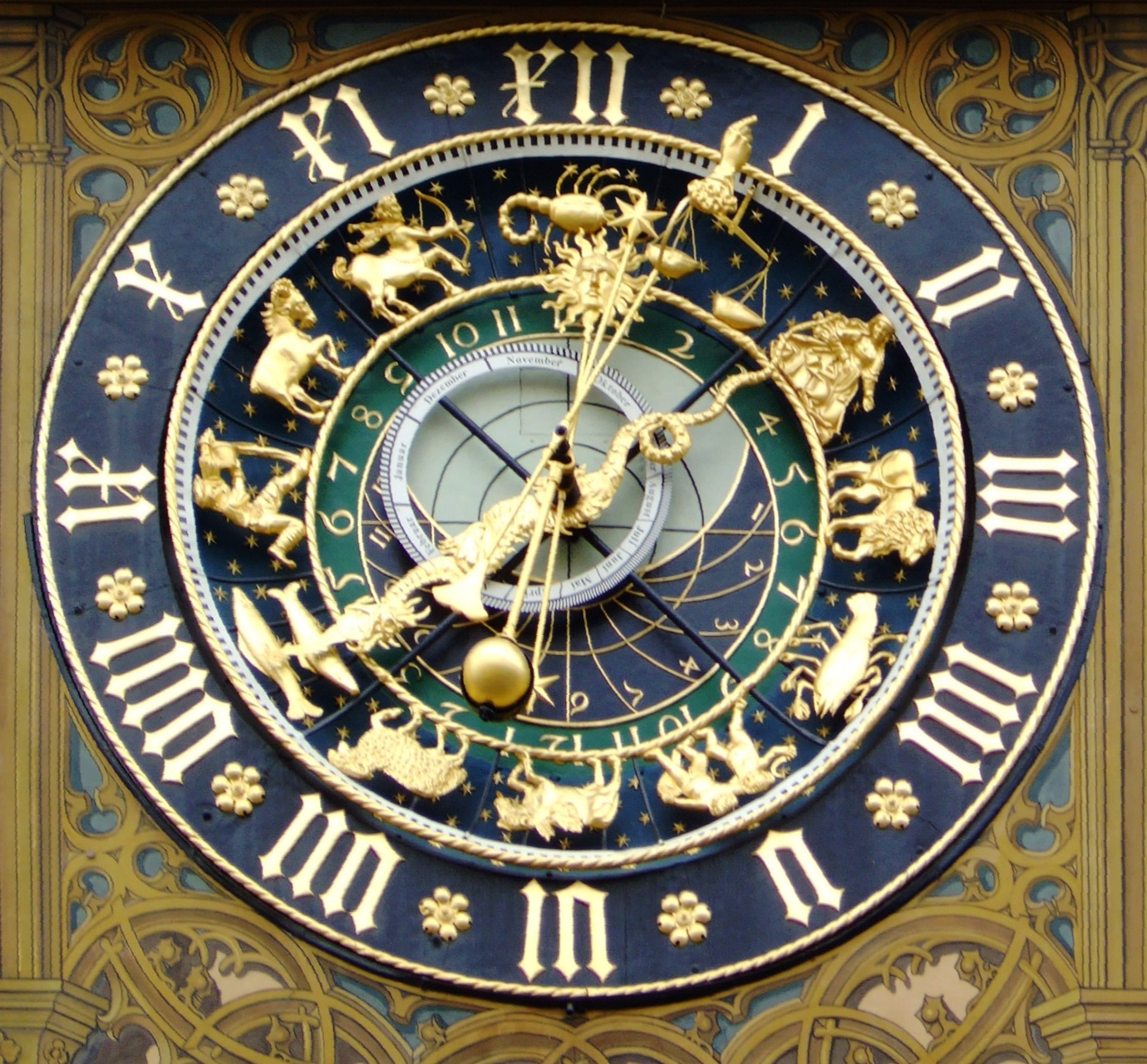
Drachenzeiger; Astronomische Uhr, Rathaus Ulm

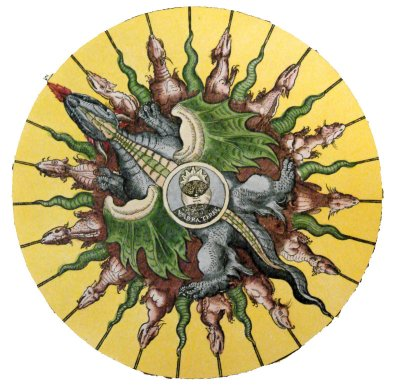
Darstellung des Drachenzeigers in Astronomicum Caesareum von Peter Apian

Der Drachenzeiger zeigt auf einer astronomischen Uhr die Position der Mondknoten in der Ekliptik beziehungsweise im Tierkreis an. Wenn eine Sonnen- oder Mondfinsternis stattfindet, deckt sich der Drachenzeiger mit dem Sonnen- und dem Mondzeiger.

## Beschreibung
Die Knotenlinie - die Verbindungslinie der beiden Knoten - dreht sich in etwa 18,61 Jahren einmal um 360° in der Ekliptik. Ihr Drehsinn ist dem Drehsinn von Sonne und Mond entgegengesetzt.
Eine Sonnen- oder eine Mondfinsternis findet nur statt, wenn sich Sonne und Mond gemeinsam in einem der beiden Knotenpunkte treffen. Gemäß einem alten chinesischen Glauben wird bei einer Finsternis die Sonne beziehungsweise der Mond von einem Drachen verschlungen (und danach wieder ausgespuckt). Darauf geht zurück, den Zeiger für die Knotenlinie Drachenzeiger zu nennen.

### Darstellung und Anzeige
Der Zeiger wird meistens als langgestreckter Drache dargestellt:
- der Drachenkopf zeigt die momentane Stellung des aufsteigenden Knotens im Tierkreis
- der Drachenschwanz zeigt die momentane Stellung des absteigenden Knotens im Tierkreis

Falls der Drache von der Seite dargestellt wird, sind noch weitere Informationen ablesbar:
- Befindet sich der Mond über dem Rücken des Drachen, so steht er auch am Himmel über der Ekliptik.
- Befindet sich der Mond unter dem Bauch des Drachen, so steht er auch am Himmel unter der Ekliptik.[3]

### Sonnenfinsternis
Eine irdische Sonnenfinsternis ist ein astronomisches Ereignis, das eintritt, wenn die Sonne durch den Mond ganz oder teilweise verdeckt wird. Dieses Ereignis kann nur auftreten, wenn der Mond sich auf einer Linie zwischen Erde und Sonne befindet. Er muss daher auch in der Ekliptikebene liegen, sich also in einem Mondknoten (Drachenpunkt) befinden.
Auf der Astronomischen Uhr liegen somit der Sonnenzeiger (Sonne), der Mondzeiger (Mond) und der Kopf oder der Schwanz des Drachenzeigers (Knoten) übereinander. 
Da Sonnenfinsternisse nur in kleinen Bereichen auf der Erde zu sehen sind, ist es nicht sicher, dass eine angezeigte Sonnenfinsternis tatsächlich am Ort sichtbar wird.

### Mondfinsternis
Eine Mondfinsternis ist ein astronomisches Ereignis, das eintritt, wenn der Mond durch den Schattenraum der Erde wandert. Dieses Ereignis kann nur auftreten, wenn die Erde sich auf einer Linie zwischen dem Mond und Sonne befindet. Der Mond muss daher auch in der Ekliptikebene liegen, sich also in einem Mondknoten (Drachenpunkt) befinden. 
Auf der Astronomischen Uhr liegt der Sonnenzeiger an einem Ende, der Mondzeiger am anderen Ende des Drachenzeigers. 
Eine Mondfinsternis ist nur von der der Sonne abgewandten Erdhalbkugel aus erkennbar.